# Općinska nogometna liga Zadar 1986./87.
Općinska nogometna liga Zadar (također i pod nazivom Liga Područja NS Zadar) je bila liga petog stupnja nogometnog prvenstva Jugoslavije u sezoni 1987./88. 
 
Sudjelovalo je ukupno 14 klubova, a prvak je postala momčad "Zlatna luka" iz Sukošana. 

## Ljestvica
| mj. | klub                       | ut. | pob. | ner. | por. | gol+ | gol- | bod |
| --- | -------------------------- | --- | ---- | ---- | ---- | ---- | ---- | --- |
| 1.  | Zlatna luka Sukošan        |     |      |      |      |      |      | 35  |
| 2.  | Puntamika Zadar            |     |      |      |      |      |      | 32  |
| 3.  | Borac Smilčić              |     |      |      |      |      |      | 30  |
| 4.  | Smoković                   |     |      |      |      |      |      | 28  |
| 5.  | Sabunjar Privlaka          |     |      |      |      |      |      | 27  |
| 6.  | Jedinstvo Islam Grčki      |     |      |      |      |      |      | 25  |
| 7.  | Rudar Obrovac              |     |      |      |      |      |      | 22  |
| 8.  | Polača                     |     |      |      |      |      |      | 18  |
| 9.  | Nova zora Sveti Filipjakov |     |      |      |      |      |      | 13  |
| 10. | Croatia Stankovci          |     |      |      |      |      |      | 13  |
| 11. | Lasta Donje Biljane        |     |      |      |      |      |      | 13  |
|     | Ugljan Sutomiščica         |     |      |      |      |      |      |     |
|     | Raštane (Gornje Raštane)   |     |      |      |      |      |      |     |
|     | Jedinstvo Benkovac         |     |      |      |      |      |      |     |

- Filipjakov – tadašnji naziv za Sveti Filip i Jakov
- "Lasta" Donje Biljane nastupala van konkurencije
- "Ugljan" Sutomiščica, "Raštane" (Gornje Raštane)  i "Jedinstvo" Benkovac isključeni iz natjecanja 18. travnja 1987.

## Rezultatska križaljka
| kratica | klub                       | BOR | CRO | JEDIG | NOVZ       | POL | PUN | RUD | SAB | SMO      | ZLL | LAS | JEDB | RAŠ        | UGLJ |
| --- | -------------------------- | --- | --- | ----- | ---------- | --- | --- | --- | --- | -------- | --- | --- | ---- | ---------- | ---- |
| BOR | Borac Smilčić              |     |     |       |            |     |     |     |     |          |     |     |      | 3:0 p.f.   |      |
| CRO | Croatia Stankovci          |     |     |       |            |     |     |     |     |          |     |     |      | 3:0        |      |
| JEDIG | Jedinstvo Islam Grčki      |     |     |       |            |     |     |     |     |          |     |     |      | 3:0 p.f.   |      |
| NOVZ | Nova zora Sveti Filipjakov |     |     |       |            |     |     |     |     |          |     |     |      | 3:0 p.f. * |      |
| POL | Polača                     |     | 1:2 |       |            |     |     |     |     |          |     |     |      | 3:1        |      |
| PUN | Puntamika Zadar            |     |     |       |            |     |     |     |     |          |     |     |      | 5:1        |      |
| RUD | Rudar Obrovac              |     |     |       |            |     |     |     |     |          |     |     |      | 2:0        |      |
| SAB | Sabunjar Privlaka          | 1:2 |     |       |            |     |     |     |     |          |     |     |      | 4:1        |      |
| SMO | Smoković                   |     |     |       |            |     | 2:0 |     |     |          |     |     |      | 3:0        |      |
| ZLL | Zlatna luka Sukošan        |     |     |       |            |     |     | 2:0 |     |          |     |     |      | 1:1        |      |
| LAS | Lasta Donje Biljane        |     |     |       |            |     |     |     |     |          |     |     |      | 2:2        |      |
| JEDB | Jedinstvo Benkovac         |     |     |       |            |     |     |     |     |          |     |     |      | 3:0        |      |
| RAŠ | Raštane (Gornje Raštane)   | 0:3 | 1:3 | 0:3   | 0:3 p.f. * | 0:3 | 3:2 | 2:4 | 0:3 | 0:3 p.f. | 0:3 | 3:0 | 2:3  |            | 3:0  |
| UGLJ | Ugljan Sutomiščica         |     |     |       |            |     |     |     |     |          |     |     |      | 0:3 p.f.   |      |
| |                            |     |     |       |            |     |     |     |     |          |     |     |      |            |      |
| podebljan rezultat - utakmice od 1. do 13. kola (1. utakmica između klubova) rezultat normalne debljine - utakmice od 14. do 26. kola (2. utakmica između klubova) rezultat nakošen - nije vidljiv redoslijed odigravanja međusobnih utakmica iz dostupnih izvora rezultat nakošen i smanjen * - iz dostupnih izvora nije uočljiv domaćin susreta prekrižen rezultat - poništena ili brisana utakmica p - utakmica prekinuta 3:0 p.f. / 0:3 p.f. - rezultat 3:0 bez borbe n.i. - utakmica nije odigrana |                            |     |     |       |            |     |     |     |     |          |     |     |      |            |      |

 Izvori: 

## Unutarnje poveznice
- Dalmatinska liga – Sjeverna skupina 1986./87.